# La noche de los brujos
La noche de los brujos és unq pel·lícula de terror de 1974 protagonitzada per María Kosty, Loreta Tovar, Bárbara Rey, Kali Hansa també conegut com Marisol Hernandez, Jack Taylor, Simón Andreu i Joseph Thelman. Escrita i dirigida per Amando de Ossorio, la premissa de la pel·lícula és que un grup d'exploradors africans s'enfronta a un culte nadiu.

## Trama
En un pròleg de 1910, una missionera sense nom (interpretada per Bárbara Rey) és segrestada pels nadius Bokor (bruixos) per ser sacrificada sota la lluna plena. Els Bokor la lliguen entre dos pals, l'assoten i després la porten a un altar de pedra on la decapiten. La cerimònia és interrompuda, però, pels soldats que disparen a tots els participants. Desapercebut en el cos a cos, un Shedim (dimoni) s'apodera de la dona.
Anys més tard, el professor Jonathan Grant (interpretat per Jack Taylor) comanda un safari que investiga la desaparició d'elefants a l'Àfrica Occidental. Entre els exploradors hi ha un "gran caçador blanc", Rod Carter (interpretat per Simón Andreu), dues dones rosses (Elisabeth, interpretada per Maria Kosti, i Carol, interpretada per Loli Tovar), i una dona mulata, Tunika (interpretada per Kali). Hansa). El pare d'Elizabeth va finançar l'expedició. Ensopeguen amb la clariana on els nadius havien realitzat els seus rituals de vodú abans de ser exterminats a l'època colonial. La Carol decideix fer algunes fotografies de l'altar per a un article de revista. Decideixen acampar a prop.
Aquella nit, Carol torna a la clariana per fer algunes fotografies més atmosfèriques. L'antic missioner, ara vestit amb pells de lleopard i amb dents/ullals canins com felins, emergeix de la selva circumdant i la sotmet. Els Bokor, morts des de fa temps, ressuscitats dels seus túmuls funeraris, recreen la cerimònia des del pròleg. Carol és assotada i decapitada.
Els europeus restants busquen Carol l'endemà, però només descobreixen la seva càmera. Aquella nit, Carol, ara també vestida amb pells de lleopard, s'uneix a l'altra dona lleopard. Junts, es colen al campament.
La morena mata el professor Grant i destrueix les fotografies de la càmera de Carol que havia estat fent. La consternada Liz havia pres pastilles per dormir quan ningú va poder localitzar la seva amiga, i està atordida quan la Carol apareix a la seva tenda. Les dues rosses surten del campament i s'uneixen a l'altra dona lleopard a la selva. Just quan la Liz s'adona del que faran, les dues dones lleopard li submergeixen els ullals al coll.
En les lluites de la Liz, la dona lleopard original és enderrocada i la gargantilla que porta per subjectar-se el coll es trenca. El seu cap tallat s'allibera i mor mentre la sang brolla del seu coll.
Després d'un altre dia infructuós de recerca, Rod i Tunika fan plans per marxar. Aquella nit s'uneix a Carol l'Elizabeth, endimoniada, també vestida amb pells de lleopard, i els seus nous ullals brillen a la llum de la lluna. Segresten Tunika, la porten a la clariana cerimonial, la col·loquen a l'altar i utilitzen les seves ungles i ullals afilats per sagnar-la. Mentre col·loquen les pells de lleopard sobre la seva carn triturada, Rod emergeix de la selva i els dispara a tots dos. Llança els seus cinturons de munició al foc cerimonial i els trets aleatoris maten el Bokor ressuscitat. En la confusió, agafa la Tunika i la porta a un jeep. S'escapen, i la Tunika li diu que "ja se sent molt millor" amb la veu suau dels Shedim.

## Repartiment
- Simón Andreu - Rod Carter
- Kali Hansa
- María Kosty
- Loreta Tovar
- Jack Taylor
- Bárbara Rey

## Producció
Es tracta d'una producció de baixíssim pressupost, rodada en una mínima localització i al servei del cinema de destape on barreja bruixeria, erotisme, vudú, zombis i vampirisme.